# قبانلي
قبانلي (بالأذرية: Qapanlı) هي قرية في بلدية قرة أغاجي في مقاطعة ترتر في أذربيجان.